# Жизнева, Ольга Андреевна
О́льга Андре́евна Жи́знева (17 апреля 1899, Санкт-Петербург — 10 ноября 1972, Москва) — советская актриса театра и кино. Народная артистка РСФСР (1969), лауреат Сталинской премии первой степени (1949).

## Биография
Родилась в Санкт-Петербурге, мать, Мария Михайловна, умерла когда ей исполнился всего год, она осталась с отцом —  Андреасом Нойманом, немцем по национальности, который и воспитал дочь.
Обучалась актёрскому мастерству в Драматической школе Государственного показательного театра. Как драматическая актриса начинала играть в труппе Синельникова, гастролировавшей по многим крупным провинциальным городам, затем в театре «Кривое зеркало» Кугеля в Петрограде, закрывшемся в 1918 году.
С 1920 года выступала на сцене Театра имени М. Горького в Ростове на Дону, в театрах Харькова, Киева, Казани, Ленинграда. 
Играла в московском театре «Комедия (бывший Корш)», где встретила актёра и режиссёра Владимира Карпова, сына Е. П. Карпова, ставшего её первым мужем.
В 1924 году на сцене «Комедии» работу актрисы в пьесе А. Н. Островского увидел режиссёр Яков Протазанов и сразу же пригласил её сниматься в кино. В 1925 году дебютировала в немом кино у Протазанова, снявшись в его комедии «Закройщик из Торжка» и драме «Его призыв». Далее регулярно появлялась на экране. Заметными стали роли в картинах «Процесс о трёх миллионах» (Норис), «Последний выстрел» (Залогина), «Чужая» (Алиса фон Вальц).

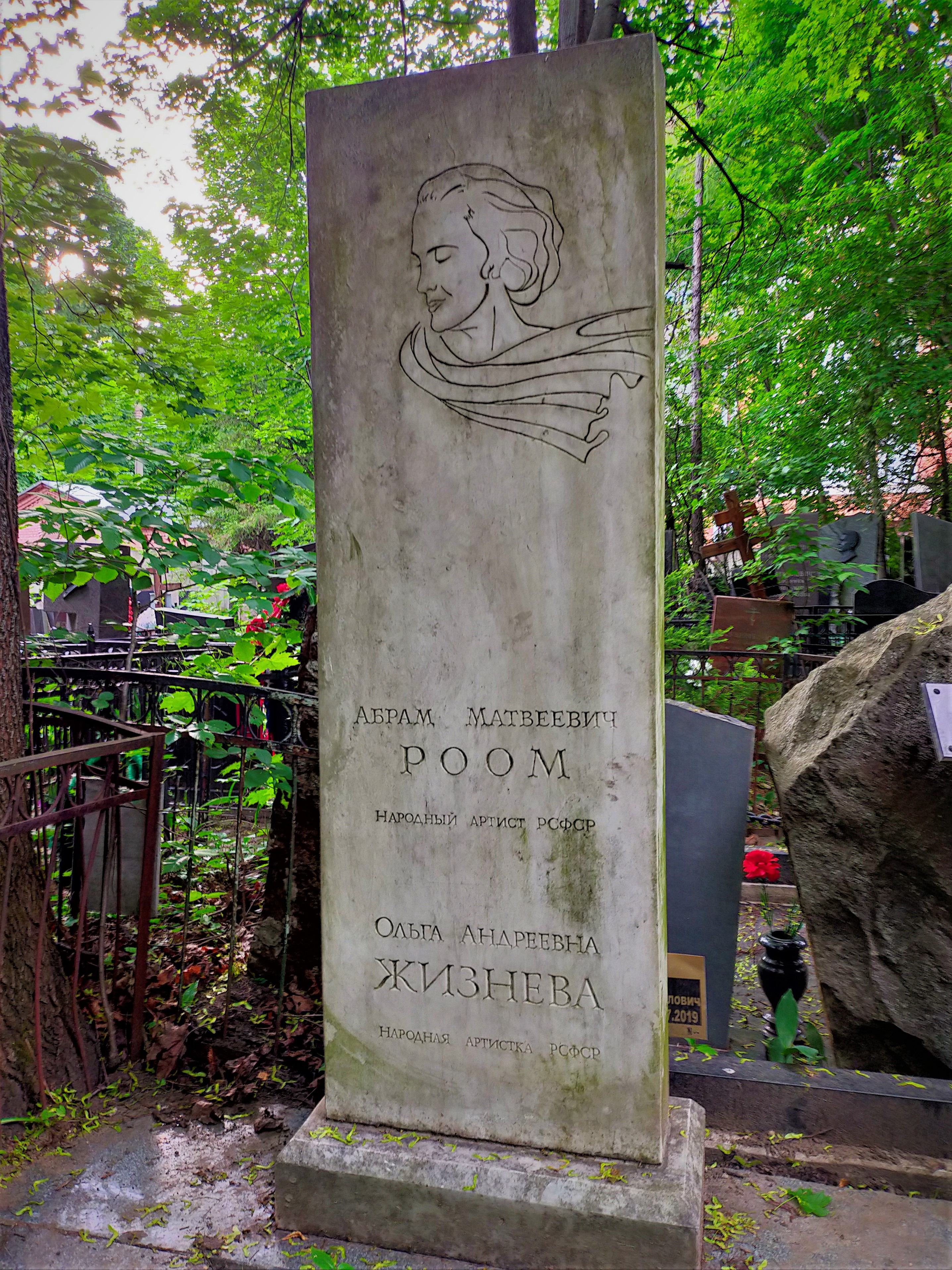
Могила О. А. Жизневой и А. М. Роома на Введенском кладбище

С 1946 года — актриса Театра-студии киноактёра.
Скончалась 10 ноября 1972 года. Похоронена в Москве на Введенском (Немецком) кладбище (участок № 29).

## Семья
Первый муж — Владимир Евтихиевич Карпов (1880—1938), актёр и режиссёр, однокурсник по Драматической школе Государственного показательного театра, сын Е. П. Карпова. Был репрессирован.
Второй муж (с 1929 по 1972) — Абра́м Матве́евич Ро́ом (1894—1976), советский кинорежиссёр и сценарист, актёр. Похоронен в Москве на Введенском (Немецком) кладбище рядом с женой.
- Дочь — Елена Абрамовна Роом (1928—2017), редактор, переводчица, автор синхронных русских текстов к кинофильмам. Елена Абрамовна — дочь А. Роома от первого брака, её мать была репрессирована, и Ольга Андреевна воспитывала падчерицу как родную дочь[10].

## Признание и награды
- Сталинская премия первой степени (1949) — за роль Татьяны Добротворской в фильме «Суд чести»[11];
- заслуженная артистка РСФСР (1950)[12];
- народная артистка РСФСР (1969)[7].

## Фильмография
- 1925 — Его призыв — Лулу
- 1925 — Закройщик из Торжка — незнакомка с облигацией
- 1926 — Процесс о трёх миллионах — Норис
- 1926 — Последний выстрел — жена шахтовладельца Залогина
- 1927 — Чужая — Алиса
- 1928 — Альбидум — агроном Ширяева
- 1929 — Посторонняя женщина — жена прокурора Назаринова
- 1929 — Привидение, которое не возвращается — Клеманс
- 1932 — Изящная жизнь — Маруся
- 1936 — Отец и сын
- 1936 — Строгий юноша — Мария Михайловна Степанова
- 1939 — Подкидыш — Неля Валерьяновна, мать Наташи и Юры
- 1940 — Ветер с востока — Янина Пшежинская
- 1942 — Убийцы выходят на дорогу — Клара
- 1943 — Во имя Родины — Мария Николаевна Харитонова
- 1944 — Нашествие — Анна Николаевна
- 1944 — Черевички — Екатерина II
- 1946 — В горах Югославии — Анджа, жена Янко
- 1947 — Солистка балета — Вера Георгиевна Нелидова, преподаватель хореографического училища
- 1948 — Суд чести — Татьяна Александровна Добротворская
- 1953 — Адмирал Ушаков — Екатерина II
- 1954 — Об этом забывать нельзя — Евдокия Сергеевна
- 1956 — Разные судьбы — Огнева
- 1956 — Первые радости — Извекова
- 1957 — Необыкновенное лето — Вера Извекова
- 1959 — Золотой эшелон — Семицветова
- 1959 — Любой ценой — Вера Васильевна
- 1960 — Дом с мезонином — Екатерина Павловна
- 1960 — Обыкновенная история — Иванова
- 1961 — Две жизни — Мария Андреевна Бороздина
- 1961 — Музыка Верди (короткометражный) — Смокульская
- 1964 — На террасе — Косачиха
- 1964 — Гранатовый браслет — пани Заржицкая
- 1968 — Доживём до понедельника — мать Ильи Семёновича Мельникова
- 1968 — По Руси — хозяйка антикварного магазина
- 1968 — Щит и меч — баронесса
- 1969 — Цветы запоздалые — княгиня Приклонская
- 1970 — Кремлёвские куранты — жена Никольского
- 1971 — Достояние республики — княгиня Тихвинская

## Комментарии
1. ↑  Спустя годы, вступая в самостоятельный возраст и в память о матери, Ольга взяла себе девичью фамилию матери[2].